# Воспитание Риты
«Воспитание Риты» (англ. Educating Rita) — фильм, социальная драма с элементами комедии британского режиссёра Льюиса Гилберта, основанная на одноименной пьесе 1980 года современного драматурга Уилли Расселла. Картина получила более десяти ведущих кинематографических наград, включая несколько в различных категориях премий BAFTA и Золотой глобус.

## Сюжет
Молодая женщина Сюзан Уайт (Уолтерс) работает парикмахером в недорогом салоне. Она чувствует несоответствие собственных духовных потребностей и окружающей её реальности. Любящий, но предсказуемый и откровенно ленивый муж пределом счастья считает бар с «восемью сортами пива» в конце квартала. Сюзан, выбрав себе новое имя в честь единственной известной ей писательницы Риты Мэй Браун, начинает брать уроки филологии и литературы у преподавателя университета Фрэнка Брайна (Кейн) — человека образованного, но своенравного и сильно пьющего. От занятия к занятию Рита и Фрэнк оказывают друг на друга взаимное благотворное влияние. Их взаимоотношения готовы перерасти в романтическую привязанность. Однако профессора за очередную пьяную эксцентричную выходку под страхом увольнения отправляют в двухгодичную командировку в Австралию. Рита с отличием сдаёт экзамен по университетскому курсу литературы и теперь свободна по своему выбору планировать дальнейшую жизнь.

## В ролях
- Майкл Кейн — доктор филологии Фрэнк Брайн
- Джули Уолтерс — Сюзан (Рита) Уайт
- Малкольм Дуглас — Денни, муж Риты
- Майкл Уильямс — Брайан
- Морин Липмен — Трис
- Джинэнн Краули — Джулия
- Годфри Куигли — отец Риты

## Награды и номинации
- 1983 — Национальный совет кинокритиков США включил картину в десятку лучших фильмов года
- 1984 — 3 номинации на премию «Оскар»: лучшая мужская роль (Майкл Кейн), лучшая женская роль (Джули Уолтерс), лучший адаптированный сценарий (Вилли Расселл)
- 1984 — две премии «Золотой глобус»: лучшая мужская роль в комедии или мюзикле (Майкл Кейн), лучшая женская роль в комедии или мюзикле (Джули Уолтерс), а также две номинации: лучший зарубежный фильм, лучший сценарий (Вилли Расселл)
- 1984 — 3 премии BAFTA: лучший фильм (Льюис Гилберт), лучшая мужская роль (Майкл Кейн), лучшая женская роль (Джули Уолтерс), а также 3 номинации: лучшая женская роль второго плана (Морин Липмен), лучший сценарий (Вилли Расселл), лучший новичок (Джули Уолтерс)

## Критика
Все без исключения обозреватели называют главным достоинством фильма — творческий дуэт и актёрское мастерство Майкла Кейна и Джули Уолтерс.
Американский критик Роджер Эберт, справедливо сравнивая картину с сюжетом пьесы Бернарда Шоу «Пигмалион», отмечает, что она могла бы стать очаровательной и человечной комедией, если бы не так усиленно навязывала готовую формулу взаимоотношений.
Член Ассоциации кинокритиков Лос-Анджелеса Эмануил Леви особо выделяет яркие, иногда блестящие диалоги. Также он очень позитивно отзывается о решении режиссёра воздержаться от развития в картине любовной интриги. С ним согласен обозреватель «Movie Metropolis» Джон Джей Пуссио:

Только не ждите типичного романтического финала. «Воспитание Риты» — роман другого рода: история любви к познаниям и переменам, а не просто любви между двумя людьми.